# LIFE IS V
LIFE IS V（ライフ・イズ・ブイ）は、東京メトロポリタンテレビジョン (TOKYO MX) で放送されているヴィジュアル系ロック音楽の専門番組。
毎週土曜日 27:00 〜 27:30 放送。番組はアーティストへのインタビューやライブ情報で構成される。
4月のOPテーマは「己龍」、EDは「グリーヴァ」。